# Pulley
Pulley è una band punk rock californiana formatasi nel 1996. La band è conosciuta per il suo stile musicale che spazia dall'hardcore melodico al pop punk.

## Storia
I Pulley si sono formati dopo l'uscita del cantante Scott Radinsky dai Ten Foot Pole, determinatasi a causa del fatto che la sua precedente band voleva un frontman impegnato esclusivamente nel campo musicale (Radinsky è giocatore di baseball professionista ed ha giocato da lanciatore, tra l'altro, per i Los Angeles Dodgers). La formazione iniziale della band prevedeva il batterista Jordan Burns, i chitarristi Jim Cherry e Mike Harder, ed il bassista Matt Riddle; quest'ultimo ha condiviso l'impegno per i Pulley con quello per i No Use for a Name, salvo poi dedicarsi dopo poco tempo esclusivamente a quest'ultima band.

## Formazione

### Formazione attuale
- Scott Radinsky - voce
- Mike Harder - chitarra
- Jim Blowers - chitarra
- Tyler Rebbe - basso
- Tony Palermo - batteria

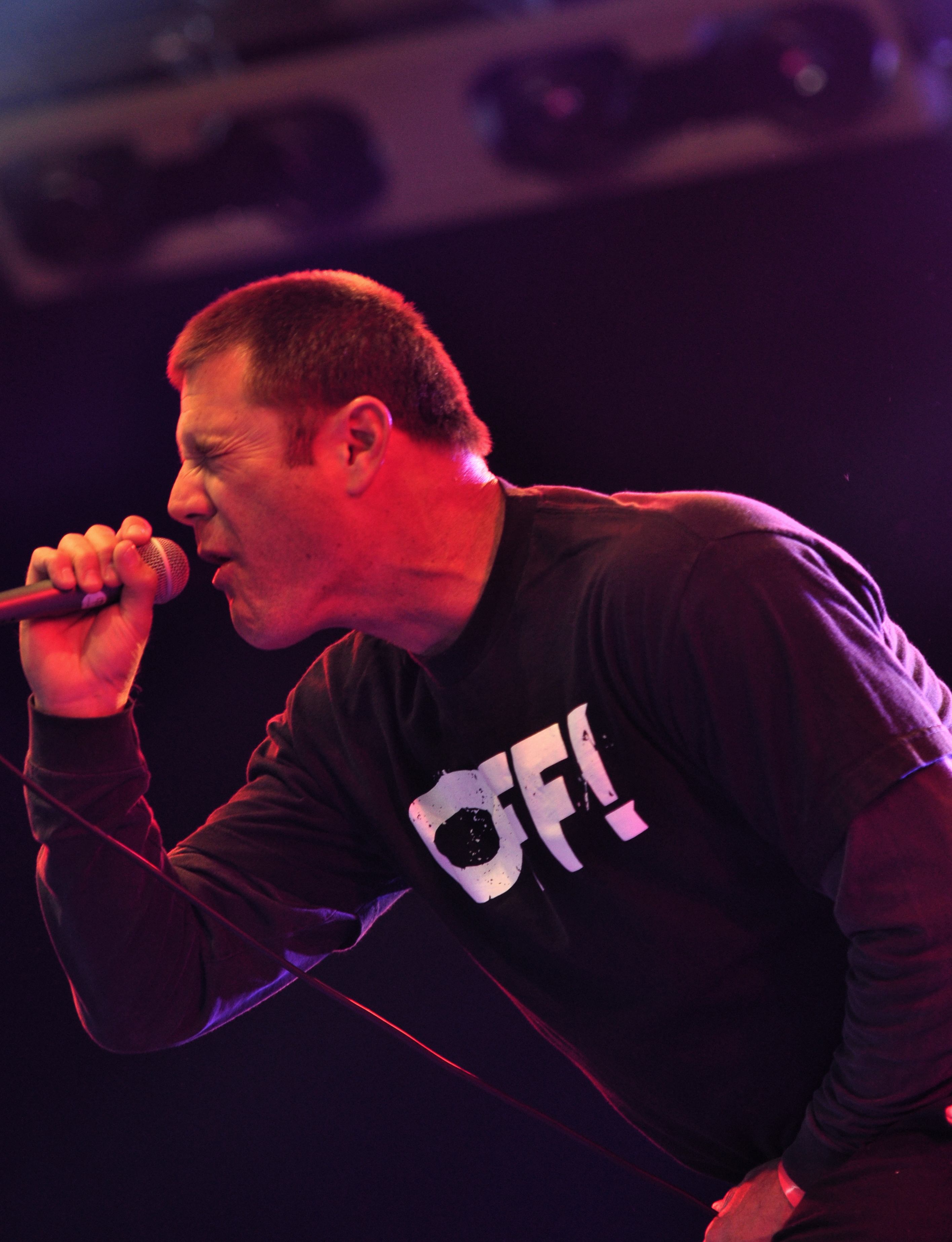
Scott Radinsky
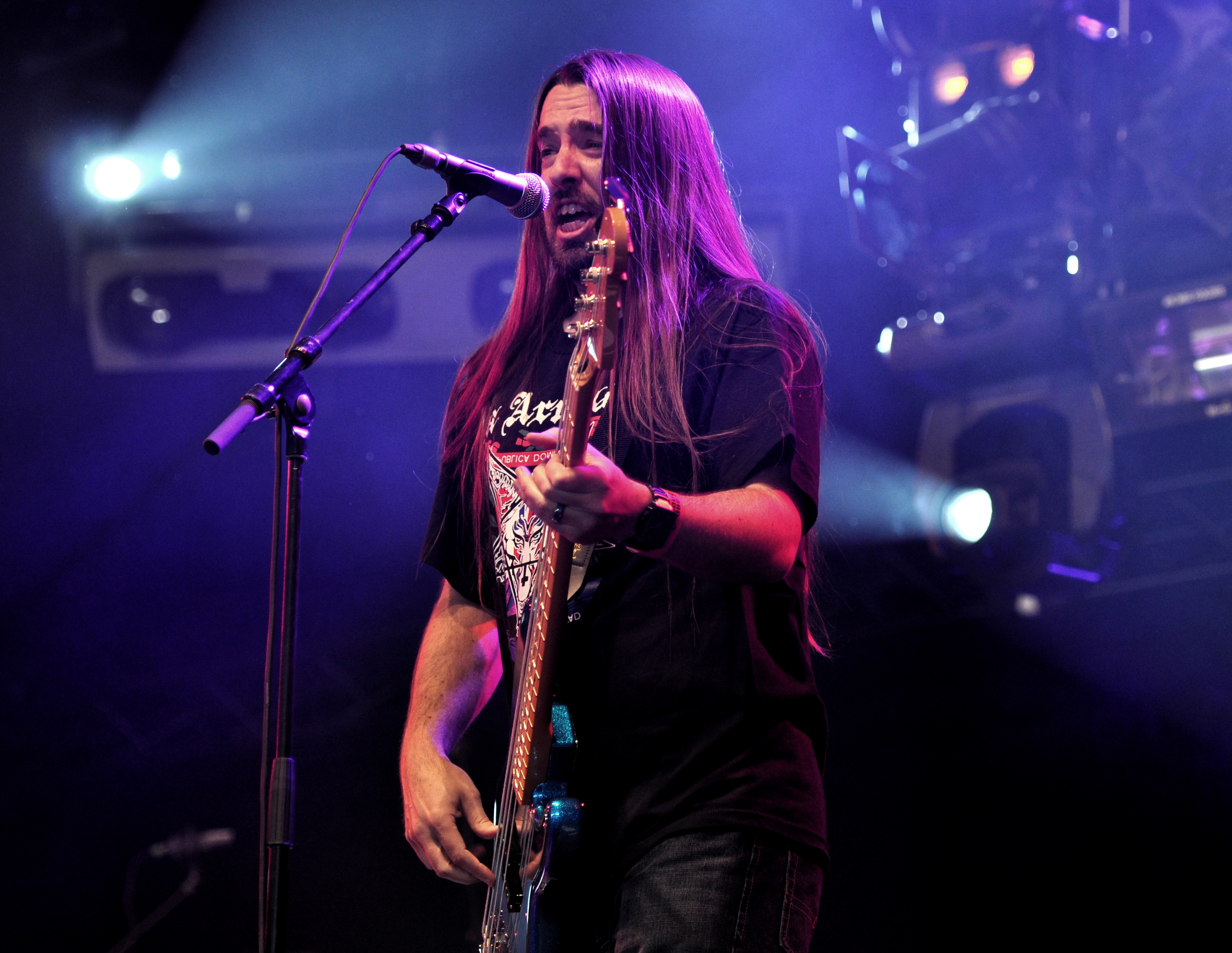
Tyler Rebbe
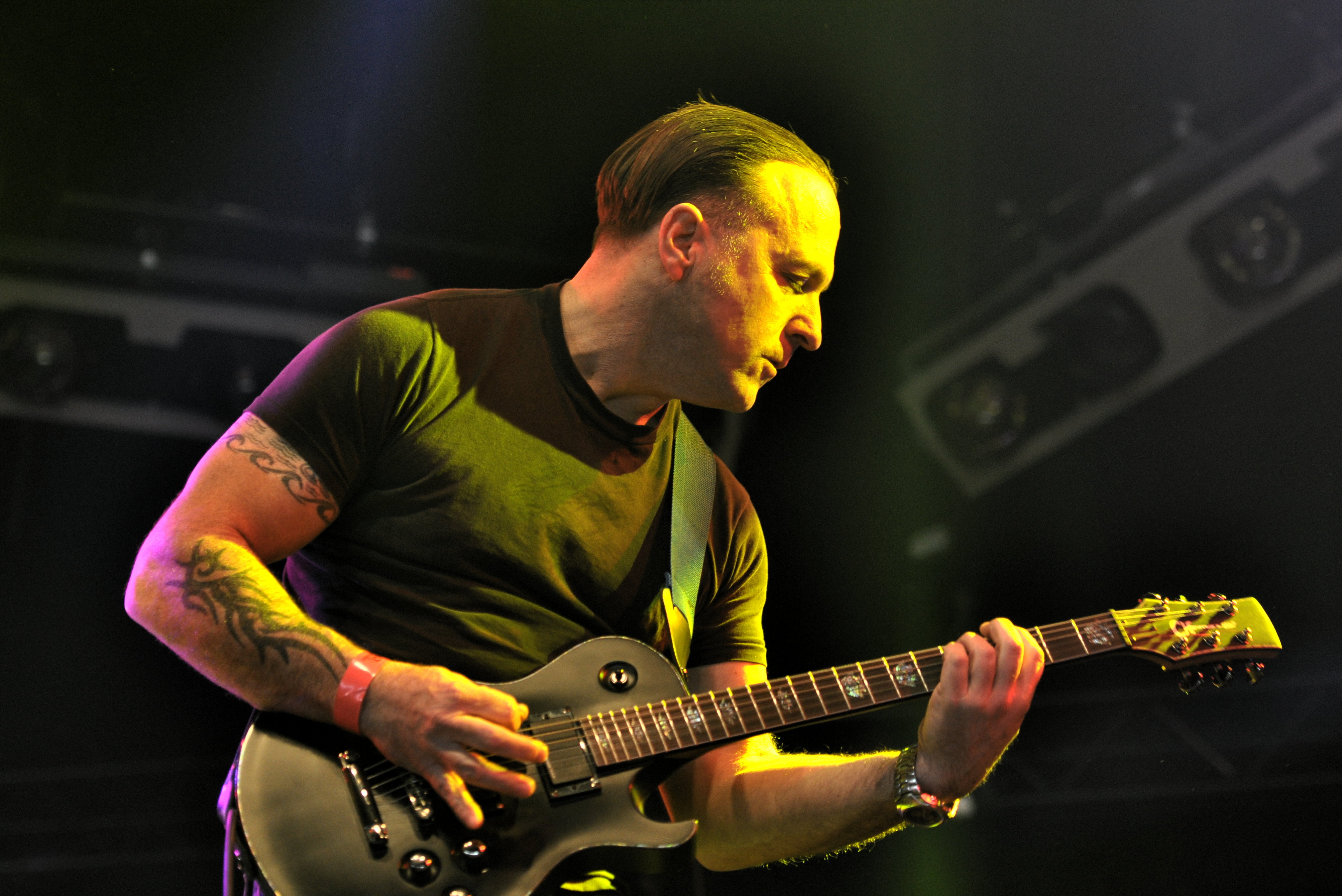
Jim Blowers
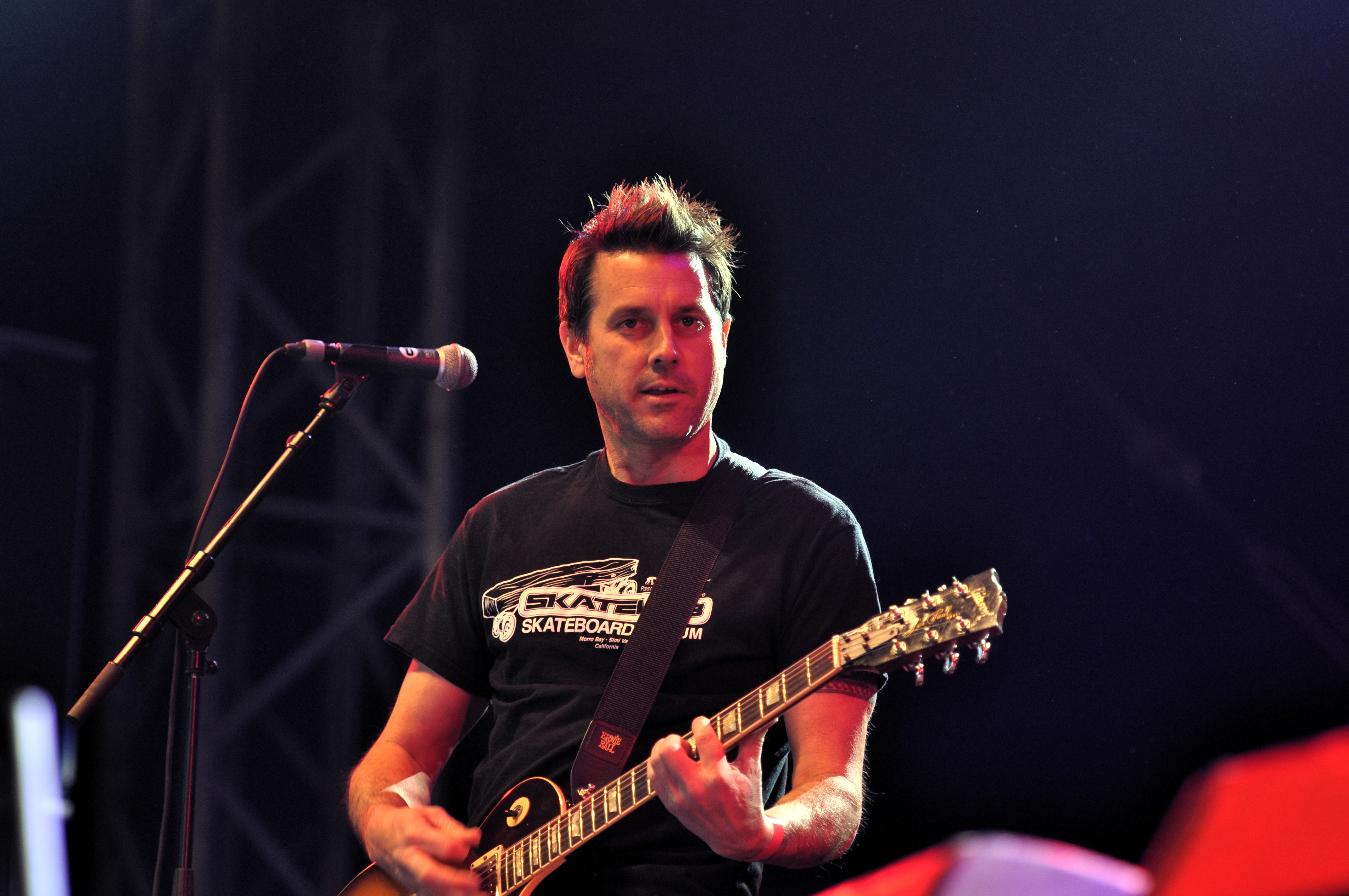
Mike Harder
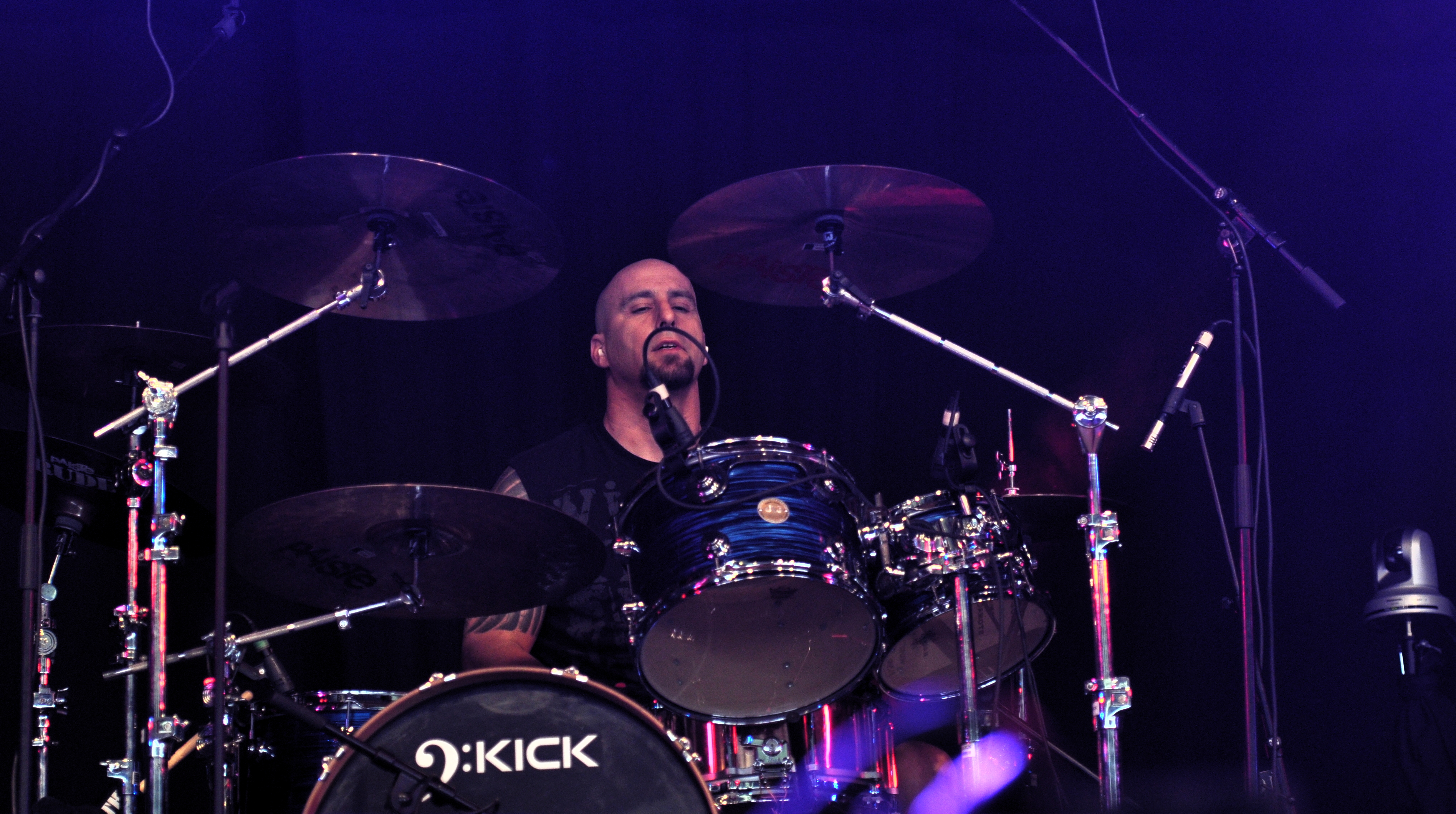
Tony Palermo

### Ex componenti
- Matt Riddle - basso
- Jordan Burns - batteria
- Jim Cherry - chitarra

## Discografia
- 1996 - Esteem Driven Engine
- 1997 - 60 Cycle Hum
- 1999 - Pulley
- 2001 - Together Again for the First Time
- 2004 - Matters
- 2004 - The Slackers/Pulley Split
- 2016 - No Change In The Weather
- 2022 - The Golden Life

### Apparizioni in compilation
- 2004 - Warped Tour 2004 Tour Compilation